# Solec nad Wisłą
Solec nad Wisłą è un comune rurale polacco del distretto di Lipsko, nel voivodato della Masovia.
Ricopre una superficie di 137,41 km² e nel 2004 contava 6 140 abitanti.